# Periscyphis minor
Periscyphis minor är en kräftdjursart som beskrevs av Franco Ferrara och Stefano Taiti1996. Periscyphis minor ingår i släktet Periscyphis och familjen Eubelidae. Inga underarter finns listade i Catalogue of Life.